# Talat Xhaferi
Talat Xhaferi (v makedonštině Талат Џафери, výsl. [džaferi]; * 15. dubna 1962, Gostivar, SFRJ) je současný ministr obrany Severní Makedonie. Do funkce byl jmenován 19. února 2013. Xhaferi je makedonský Albánec; svoji kariéru v ozbrojených složkách začal již v 80. letech v Jugoslávské lidové armádě.

## Život
Xhaferi studoval vojenské gymnázium v Bělehradě, později vojenskou akademii rovněž v Bělehradě a také Sarajevu. Postgraduálně studoval ve Skopje. V letech 1985–1991 byl důstojníkem JLA, poté armády nezávislého makedonského státu. V roce 2001 během ozbrojeného konfliktu mezi severomakedonskými vládními jednotkami a albánskými milicemi dezertoval a přešel k albánským ozbrojencům, sympatizujících s UÇK. Tam měl krycí jméno „velitel Forina“, podle své rodné vesnice/čtvrti, nacházející se v rámci města Gostivar.
Severomakedonské vládní zdroje v oficiální biografii ministra neuvádějí, čím se zabýval nedlouho po roce 2001. V letech 2004–2006 byl nicméně zástupcem severomakedonského ministra obrany. V letech 2008–2013 byl poslancem severomakedonského Sobranja.
Kandidaturu Xhaferiho na ministra obrany navrhla hlavní albánská politická strana v zemi – Demokratická unie pro integraci, nedlouho poté, co rezignovali její členové vlády a kabinet musel být rekonstruován. Ve funkci nahradil Fatmira Besimiho. Jmenování Xhaferiho nicméně v zemi vyvolalo vzpomínky na předchozí události, které vyústily v četné protesty makedonského obyvatelstva.
V dubnu 2017 byl Talat Xhaferi jmenován za předsedu severomakedonského parlamentu, což vyvolalo nepokoje v budově parlamentu. Strana VMRO-DPMNE označila tento krok za převrat. Následně do budovy parlamentu vnikli demonstranti a musela být vyklizena.